# Brenda Shore
Brenda Faulkner Shore, née Slade le 30 novembre 1922 à Auckland et morte le 18 juin 1993, est une botaniste néo-zélandaise qui atteint le rang de professeure agrégée avant de prendre sa retraite en 1983.

## Biographie

### Jeunesse et éducation
Brenda Slade naît à Auckland le 30 novembre 1922. Ses parents sont le révérend William Slade et Mary Elizabeth Wilhemina Slade, née Faulkner[source secondaire nécessaire].  Elle fréquente l'école primaire de Napier et est à l'école le 3 février 1931, lorsque le tremblement de terre de Hawke's Bay fait s'effondrer les bâtiments de l'école. Shore fréquente le Wellington East Girls' College de 1936 à 1938, puis l'Epsom Girls' Grammar School de 1938 à 1940. En 1940, Shore reçoit le Cheeseman Memorial Prize, un prix en l'honneur de Thomas Frederic Cheeseman, décerné à l'échelle nationale pour un projet botanique réalisé par un élève du secondaire. Il lui est attribué en récompense d'un projet de journal décrivant la brousse et les jardins de Pukekohe qui comprend des illustrations à l'aquarelle. 

### Carrière universitaire
Brenda s'inscrit à l'université d'Auckland en 1941, puis à l'université d'Otago en 1943, où elle obtient un Bachelor of Science en 1945. En 1945, le département de botanique d'Otago est composé d'un maître de conférences et d'un professeur. John Holloway, le chef du département, tombe soudainement malade et est contraint de prendre sa retraite et la chargée de cours adjointe, Ella Campbell, est démissionnaire, partie occuper un poste à l'université Massey, laissant le département sans personnel enseignant. Un nouveau chef, Geoff Baylis, est nommé mais n'est libéré par la Royal New Zealand Navy qu'en août. Shore et deux autres femmes récemment diplômées en botanique, Elizabeth Batham et Margaret Cookson, se mobilisent pour maintenir les cours de botanique alors qu'Holloway est sur le point d'annuler tous les cours de l'année. Batham et Cookson assurent les cours des étapes II et III en utilisant les notes de Holloway, tandis que Shore s'occupe de tous les cours et travaux pratiques de l'étape I et prépare le matériel pour les travaux pratiques seniors, avec l'aide d'Ann Wylie. 
Shore est nommée maître de conférences en botanique en 1945,. Elle obtient un Master of Science avec une spécialisation en botanique en 1949 avec une thèse intitulée Comparative anatomy of the cladode in New Zealand brooms, sous la direction de Geoff Baylis,.
En 1952, Shore reçoit une bourse de la Fédération internationale des femmes diplômées des universités ; elle est la première membre de la branche néo-zélandaise à en obtenir une. La bourse lui permet d'entreprendre des études de troisième cycle à l'université de Cambridge, où elle s'inscrit au Newnham College et termine en 1954 un doctorat intitulé Development of dicotyledonous leaves with special reference to their venation. Elle travaille sous la direction du botaniste Edred John Henry Corner. Shore se spécialise dans le développement des feuilles et étudie les systèmes de sélection des plantes néo-zélandaises. 
De retour à Dunedin, Shore est promue maître de conférences en 1955, maître de conférences senior en 1960 et professeure associée en 1971. En 1961, Shore prend un congé sabbatique à l'université Duke en Caroline du Nord, après avoir reçu une bourse postdoctorale de l'American Association of University Womenet une bourse Fulbright pour l'aider à couvrir ses frais de voyage. À l'université Duke, elle travaille avec Jane Philpott sur le développement des feuilles et donne des conférences sur l'anatomie et la morphogenèse des plantes. 
Shore peint également des plantes et est une membre accomplie de l'Otago Art Society, organisant une exposition personnelle à la galerie Abernethy à Dunedin en 1982. Le guide de Shore, publié en 1978, pour identifier les plantes et les arbres autour d'Otago est illustré de nombreux dessins qu'elle a elle-même réalisés. 
Lorsqu'elle prend sa retraite en 1983, 370 universitaires travaillent dans sept universités néo-zélandaises au niveau de professeur agrégé ou de directeur de thèse, mais seulement 20 d'entre eux sont des femmes. 
Brenda Shore meurt le 18 juin 1993, à l'âge de 70 ans.

## Héritage
Lorsqu'elle prend sa retraite en 1983, Shore met en place une bourse, le Brenda Shore Award for Women, d'une valeur de 15 000 dollars, décernée chaque année pour soutenir les femmes faisant preuve de « passion et d'énergie » dans le domaine des sciences naturelles. La famille Shore crée également le Shore Trust, qui a pour but de soutenir la recherche botanique à l'université. En 2017, Shore est sélectionnée parmi les « 150 femmes en 150 mots » par la  Société royale de Nouvelle-Zélande. 